# Миранда, Лин-Мануэль
Лин-Мануэ́ль Мира́нда (англ. Lin-Manuel Miranda, род. 16 января 1980) — американский актёр, певец, автор песен, рэпер, постановщик, драматург, продюсер и кинорежиссёр. Создатель успешных бродвейских мюзиклов «На высотах» и «Гамильтон». За последний получил много престижных театральных и музыкальных наград, включая Пулитцеровскую премию. Автор песен к мультфильмам «Моана» и «Энканто» (Walt Disney Animation Studios).

## Ранние годы и образование
Лин-Мануэль Миранда родился в Нью-Йорке в семье психолога и советника мэра Нью-Йорка. Семья имела пуэрто-риканские корни. С детства Миранда был привычен к музыке в доме, особенно к звукам бродвейских мюзиклов. Он проходил обучение в начальной и средней школах Колледжа Хантер, после чего поступил в Уэслианский университет.

## Карьера

### Начало
В 1999 году на втором курсе университета Миранда пишет первый пробный вариант своего будущего хита «На высотах». Во время работы он включил в него хип-хоп номера и ритмы сальсы, которые передавали характер персонажей. Его мюзикл принимают к постановке в студенческом театре, где он побил кассовый рекорд за год. После этого в течение своего обучения Миранда поставил ещё несколько мюзиклов, а также сам играл в широком амплуа — от музыкальных постановок до пьес Шекспира. Он выпустился из Веслианского университета в 2002 году.
Сразу после этого он объединяется с бывшими сокурсниками — журналистом Джоном Баффало Мэйлером и режиссёром Томасом Кайлом и начинают перерабатывать «На высотах». Спектакль прошёл не меньше пяти предварительных чтений, прежде чем был поставлен во внебродвейском театре 37 Arts. Спектакль шёл с января по июль 2008 года и стал абсолютным триумфатором премии Outer Critics Circle Award, а также выиграл две премии Драма Деск и одну Obie. Для себя лично Лин-Мануэль Миранда завоевал Theatre World Award (награда вручается за лучший дебют на бродвейской или внебродвейской сцене). Это обеспечило спектаклю бродвейский старт в 2008 году, который состоялся в театре Ричарда Роджерса. Постановка была номинирована на 13 премий Тони и выиграла 4 из них, включая «Лучший мюзикл» и «Лучший сценарий». Миранда был представлен в номинации «Лучшая мужская роль в мюзикле». В 2009 году Миранда выигрывает Грэмми за лучший альбом в музыкальном театре.
«На высотах» не был единственным проектом Миранды в то время. В 2007 году он появился в качестве приглашённой звезды в эпизоде телесериала «Клан Сопрано». В 2009 и 2010 годах его можно увидеть в двух эпизодах шестого сезона телесериала «Доктор Хаус» — «Сломленный» и «Багаж». Также в 2009 году он тесно сотрудничает со Стивеном Сондхаймом и пишет испанские тексты для восстановленной постановки «Вестсайдской истории» на Бродвее.

### Дальнейшая карьера
В 2011 году Миранда совместно с Томом Киттом и Амандой Грин пишет мюзикл «Добейся успеха». Спектакль шёл ограниченным показом на Бродвее в 2012 году, впоследствии был номинирован на Тони за лучший новый мюзикл и лучшую хореографию.
В 2011 году Миранда появляется в эпизоде телесериала «Американская семейка», в 2013 году получает роль второго плана в быстро снятом с эфира сериале «Не навреди». Также в 2013 году Миранду в качестве приглашённой звезды можно увидеть в эпизоде «Сказки на ночь» ситкома «Как я встретил вашу маму».
В марте 2014 года Дисней нанимает Миранду и Марка Манчину для написания песен к планируемому к выходу в 2016 году мультфильму «Моана». Два с половиной года авторы слов и музыки создавали саундтрек к мультфильму о полинезийской девочке. Миранда не планировал записывать для диска, но его демоверсия песни We Know the Way вошла в окончательную звуковую дорожку.

### Гамильтон — американский мюзикл
В 2008 году, будучи на каникулах в Мексике, Лин-Мануэль Миранда прочёл биографию одного из отцов-основателей Александра Гамильтона авторства Рона Чернова. Книга настолько вдохновила композитора, что он написал рэп и прочёл его 12 мая 2009 года на Вечере поэзии в Белом доме, куда его пригласили выступать «с любой старой песней, если у него нет ничего нового». Позже песня «Александр Гамильтон» стала открывающим номером бродвейского супер-хита. Миранда рассказывал, что песню «My Shot» (рус. Мой шанс) он писал больше года, переписывая текст, чтобы отдать должное интеллекту Гамильтона. Миранда лично написал весь текст и музыку, а также принял решение исполнять заглавную роль, хотя некоторое время склонялся к роли Аарона Бёрра.
«Гамильтон» открылся во внебродвейском Публичном театре в январе 2015 года, поставленный Томасом Кэйлом. Мюзикл получил позитивные отзывы, показ был выпродан до самого конца. Чернов и Миранда получили награду Творцов истории от Нью-Йоркского исторического общества за свою работу над мюзиклом. Бродвейские предпоказы начались в театре Ричарда Роджерса в июле 2015 года, а премьера состоялась 6 августа.
В марте 2016 года труппа «Гамильтона» была приглашена в Белый дом, где Миранда читал рэп уже не для, а вместе с Бараком Обамой. На 70-й Премии Тони «Гамильтон» принёс Миранде ещё три награды в следующих категориях: «Лучший новый мюзикл», «Лучшее либретто мюзикла» и «Лучшая музыка и/или стихи». За своё исполнения Миранда также был номинирован, как лучший актёр в мюзикле, но проиграл Лесли Одому-младшему, который исполнил роль Бёрра. 9 июля 2016 года Лин-Мануэль сыграл главную роль на Бродвее в последний раз.

### После успеха «Гамильтона»
В 2015 году Миранда стал одним из композиторов саундтрека к фильму «Звёздные войны: Пробуждение силы», написав песню, которая звучит в замке Маз Канаты. В апреле 2016 года на вечернем ток-шоу Джона Оливера он прочитал пламенный рэп с призывом реструктурировать долг Пуэрто-Рико.
В 2016 году на экраны выходит «Моана», и музыка Миранды получает положительные отзывы критиков. Сам композитор получает номинации на Грэмми, Critics’ Choice Movie Awards, Золотой глобус и Оскар за песню «How Far I’ll Go».
В 2017 году Лин-Мануэль Миранда получает номинацию на Эмми за гостевое появление в комедийном шоу Saturday Night Live в октябре 2016 года. Также в июле 2017 года композитор Алан Менкен объявил, что он вместе с Мирандой приступил к работе над песнями для кинематографического ремейка «Русалочки».
В марте 2018 года было объявлено, что Лин-Мануэль Миранда сыграет авантюриста Ли Скорсби в телевизионной экранизации романов Филипа Пулмана «Тёмные начала». Съёмки начались в июле 2018 года. С мая 2018 года Миранда является голосом Утко-робота (Фентон Крякшелл-Кабрера) в перезапуске мультсериала 1987 года «Утиные истории». В декабре 2018 года на экраны вышел фильм Роба Маршалла «Мэри Поппинс возвращается», где Миранда играет одну из главных ролей — фонарщика Джека, в компании таких звёзд, как Эмили Блант (Мэри), Колин Фёрт и Анджела Лэнсбери.
Съёмки находившейся в разработке с 2008 года экранизации «На высотах» начались в июне 2019 года. Миранда, до этого уже сообщавший, что не будет исполнять роль Уснави, но может появиться в качестве другого персонажа, сыграл Продавца пирагуа. Фильм вышел на широкий экран и одновременно появился на платформе HBO Max в июне 2021 года после почти годовой задержки, связанной
с пандемией COVID-19.
Миранда написал одиннадцать песен для анимационного фильма студии Sony Pictures Animation «Виво», в котором также озвучил главную роль. Премьера фильма состоялась на Netflix в августе 2021 года.
В 2018 году стало известно, что Миранда планирует дебютировать как режиссёр, и его первой работой в данном амплуа стала адаптация автобиографического мюзикла Джонатана Ларсона под названием «Тик-так, бум!», сценарий написал автор либретто к мюзиклу «Дорогой Эван Хэнсен» Стивен Левенсон. Миранда является продюсером наряду с Роном Ховардом и Брайаном Грейзером. Премьера фильма состоялась на Netflix в ноябре 2021 года.
В том же месяце на экраны вышел мультипликационный фильм «Энканто» компании Disney, для песен которого Миранда написал слова и музыку. Впервые о проекте было объявлено ещё в 2016 году во время рекламной кампании к «Моане». Композитор присоединился к проекту на этапе разработки и позже выразил надежду, что ему удастся поработать с Disney от начала и до конца. Режиссёры «Зверополиса» Джаред Буш и Байрон Ховард объявили, что их следующей работой будет «латино-американский мюзикл о большой семье и её сложностях в сотрудничестве с Лин-Мануэлем Мирандой». В 2018 году режиссёры вместе с творческой группой, куда входил и композитор, совершили поездку в Колумбию, где встречались с местными архитекторами, поварами и мастерами народного творчества. Миранда выступил не только музыкальным директором, но и соавтором сценария.

## Личная жизнь
Миранда женился на своей подруге со старшей школы Ванессе Надаль в 2010 году. На свадьбе Миранда вместе со всеми присутствующими исполнил песню Fiddler on the Roof «To Life»;. Надаль работает адвокатом на фирме под названием Jones Day. В ноябре 2014 у пары родился сын Себастьян. 3 декабря 2017 года стало известно, что пара ожидает появление на свет второго ребёнка. Их второй сын, Франциско, родился в феврале 2018 года.

## Награды и номинации

### Кино и телевидение
| Год  | Премия                            | Категория                                                                | Номинированная работа                         | Итог      |
| ---- | --------------------------------- | ------------------------------------------------------------------------ | --------------------------------------------- | --------- |
| 2014 | Дневная премия «Эмми»             | Выдающаяся оригинальная песня                                            | Rhymes with Mando (из передачи «Улица Сезам») | Номинация |
| 2014 | Прайм-таймовая премия «Эмми»      | Выдающиеся оригинальные слова и музыка                                   | Bigger! (67-я премия Тони)                    | Победа    |
| 2016 | Золотой глобус                    | Лучшая песня                                                             | How Far I’ll Go                               | Номинация |
| 2016 | Оскар                             | Лучшая песня                                                             | How Far I’ll Go                               | Номинация |
| 2017 | Премия Гильдии продюсеров США     | Лучшая не фантастическая телепрограмма                                   | Америка Гамильтона                            | Номинация |
| 2017 | Прайм-таймовая премия «Эмми»      | Лучший приглашённый актёр в комедийном телесериале                       | Saturday Night Live                           | Номинация |
| 2018 | Прайм-таймовая премия «Эмми»      | Лучший приглашённый актёр в комедийном телесериале                       | Умерь свой энтузиазм                          | Номинация |
| 2019 | Золотой глобус                    | Лучшая мужская роль — комедия или мюзикл                                 | Мэри Поппинс возвращается                     | Номинация |
| 2019 | Спутник                           | Лучшая мужская роль (комедия или мюзикл)                                 | Мэри Поппинс возвращается                     | Номинация |
| 2019 | Эмми                              | Лучший мини-сериал (в качестве исполнительного продюсера)                | Фосси/Вердон                                  | Номинация |
| 2020 | Премия Гильдии продюсеров США     | Лучший мини-сериал                                                       | Фосси/Вердон                                  | Номинация |
| 2020 | Золотой глобус                    | Лучший мини-сериал или телефильм (в качестве исполнительного продюсера)  | Фосси/Вердон                                  | Номинация |
| 2021 | Эмми                              | Лучшая специальная лента (в качестве продюсера)                          | Гамильтон                                     | Победа    |
| 2021 | Эмми                              | Лучший актёр в мини-сериале или фильме                                   | Гамильтон                                     | Номинация |
| 2021 | Золотой глобус                    | Лучший фильм — комедия или мюзикл (в качестве исполнительного продюсера) | Гамильтон                                     | Номинация |
| 2021 | Золотой глобус                    | Лучший актёр — комедия или мюзикл                                        | Гамильтон                                     | Номинация |
| 2021 | Премия Гильдии продюсеров США     | Лучший фильм, выпущенный на телевидении или потоковом сервисе            | Гамильтон                                     | Победа    |
| 2021 | Общество кинокритиков Детройта    | Лучший режиссёр                                                          | Тик-так, бум!                                 | Победа    |
| 2022 | Премия Гильдии режиссёров Америки | Лучшая режиссура — дебютный фильм                                        | Тик-так, бум!                                 | Номинация |
| 2022 | Премия Гильдии продюсеров США     | Лучший театральный фильм                                                 | Тик-так, бум!                                 | Номинация |
| 2022 | Золотой глобус                    | Лучший фильм — комедия или мюзикл (в качестве продюсера)                 | Тик-так, бум!                                 | Номинация |
| 2022 | Золотой глобус                    | Лучшая песня                                                             | Dos Oruguitas                                 | Номинация |
| 2022 | Выбор критиков                    | Лучшая песня                                                             | Dos Oruguitas                                 | Номинация |
| 2022 | Оскар                             | Лучшая песня                                                             | Dos Oruguitas                                 | Номинация |
| 2022 | Энни                              | Лучшая музыка — полнометражный фильм                                     | Энканто                                       | Победа    |
| 2022 | Энни                              | Лучшая музыка — полнометражный фильм                                     | Виво                                          | Номинация |
| 2022 | Спутник                           | Лучший режиссёр                                                          | Тик-так, бум!                                 | Номинация |
| 2022 | Спутник                           | Лучшая песня                                                             | Colombia, Mi Encanto                          | Победа    |
| 2022 | Спутник                           | Авторская премия                                                         |                                               | Победа    |

### Театр
| Год  | Премия                      | Категория                                   | Номинированная работа           | Итог      |
| ---- | --------------------------- | ------------------------------------------- | ------------------------------- | --------- |
| 2007 | Драма Деск                  | Лучшее выступление ансамбля                 | «На высотах»                    | Победа    |
| 2007 | Драма Деск                  | Лучшие слова                                | «На высотах»                    | Номинация |
| 2007 | Драма Деск                  | Лучшая музыка                               | «На высотах»                    | Номинация |
| 2007 | Drama League Awards         | Выдающееся выступление                      | «На высотах»                    | Номинация |
| 2007 | Outer Critics Circle Awards | Лучший сценарий                             | «На высотах»                    | Номинация |
| 2007 | Obie                        | Слова и музыка                              | «На высотах»                    | Победа    |
| 2007 | Theatre World Award         | За выдающийся дебют                         | «На высотах»                    | Победа    |
| 2008 | Тони                        | Лучшая музыка и/или стихи                   | «На высотах»                    | Победа    |
| 2008 | Тони                        | Лучший актёр в мюзикле                      | Уснави (На высотах)             | Номинация |
| 2013 | Драма Деск                  | Лучшие слова                                | «Добейся успеха: мюзикл»        | Номинация |
| 2015 | Драма Деск                  | Лучший актёр в мюзикле                      | Александр Гамильтон (Гамильтон) | Номинация |
| 2015 | Драма Деск                  | Лучшая музыка                               | «Гамильтон»                     | Победа    |
| 2015 | Драма Деск                  | Лучшие слова                                | «Гамильтон»                     | Победа    |
| 2015 | Драма Деск                  | Лучшее либретто мюзикла                     | «Гамильтон»                     | Победа    |
| 2015 | Lucille Lortel Awards       | Лучший ведущий актёр в мюзикле              | Александр Гамильтон (Гамильтон) | Победа    |
| 2015 | Outer Critics Circle Awards | Лучший сценарий                             | «Гамильтон»                     | Победа    |
| 2015 | Outer Critics Circle Awards | Лучшее либретто мюзикла                     | «Гамильтон»                     | Победа    |
| 2015 | Obie                        | Лучший новый спектакль американского театра | «Гамильтон»                     | Победа    |
| 2015 | Drama League Awards         | Выдающееся выступление                      | «Гамильтон»                     | Номинация |
| 2016 | Тони                        | Лучший актёр в мюзикле                      | Александр Гамильтон (Гамильтон) | Номинация |
| 2016 | Тони                        | Лучшее либретто мюзикла                     | «Гамильтон»                     | Победа    |
| 2016 | Тони                        | Лучшая музыка и/или стихи                   | «Гамильтон»                     | Победа    |
| 2016 | Drama League Awards         | Выдающееся выступление                      | «Гамильтон»                     | Победа    |
| 2016 | Премия Лоренса Оливье       | За выдающееся достижение в музыке           | «На высотах»                    | Победа    |
| 2018 | Премия Лоренса Оливье       | За выдающееся достижение в музыке           | «Гамильтон»                     | Победа    |

### Грэмми
| Год  | Категория                                       | Номинированная работа       | Итог      |
| ---- | ----------------------------------------------- | --------------------------- | --------- |
| 2009 | Лучший альбом музыкального театра               | «На высотах»                | Победа    |
| 2016 | Лучший альбом музыкального театра               | «Гамильтон»                 | Победа    |
| 2018 | Лучшая песня, написанная для визуальных медиа   | «How Far I’ll Go» («Моана») | Победа    |
| 2018 | Лучший составной саундтрек для визуальных медиа | «Моана»                     | Номинация |

### Пулитцеровская премия
| Год  | Номинированная работа | Категория    | Итог      |
| ---- | --------------------- | ------------ | --------- |
| 2009 | «На высотах»          | Лучшая драма | Номинация |
| 2016 | «Гамильтон»           | Лучшая драма | Победа    |